# Pimenta racemosa

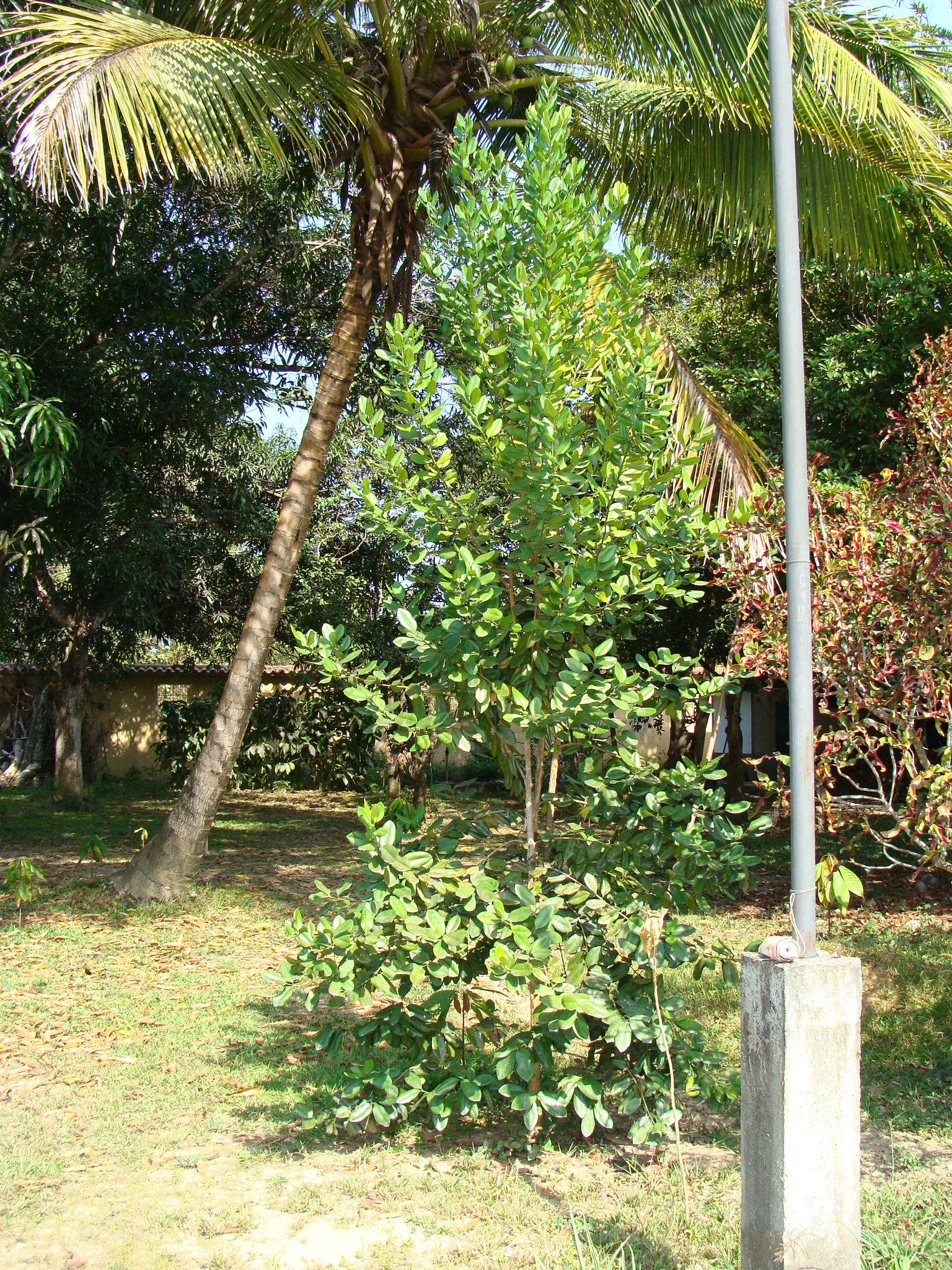
Pimenta racemosa, em primeiro plano, no jardim de uma casa em Curiepe, Estado de Miranda (Venezuela).

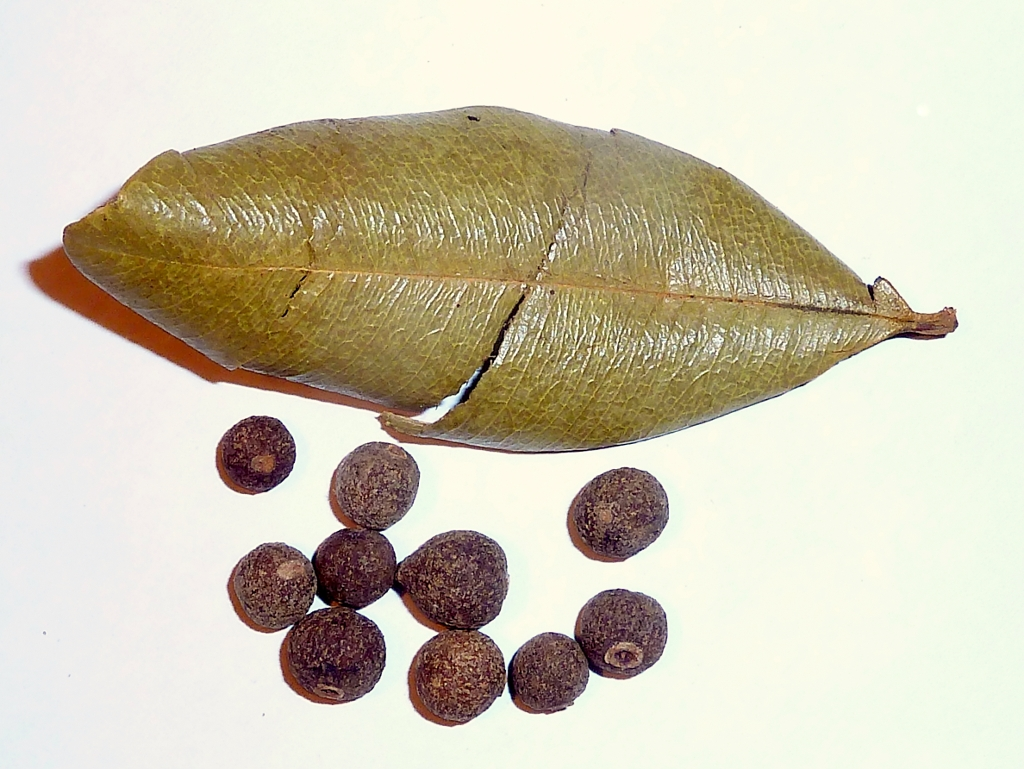
Folhas e bagas secas.

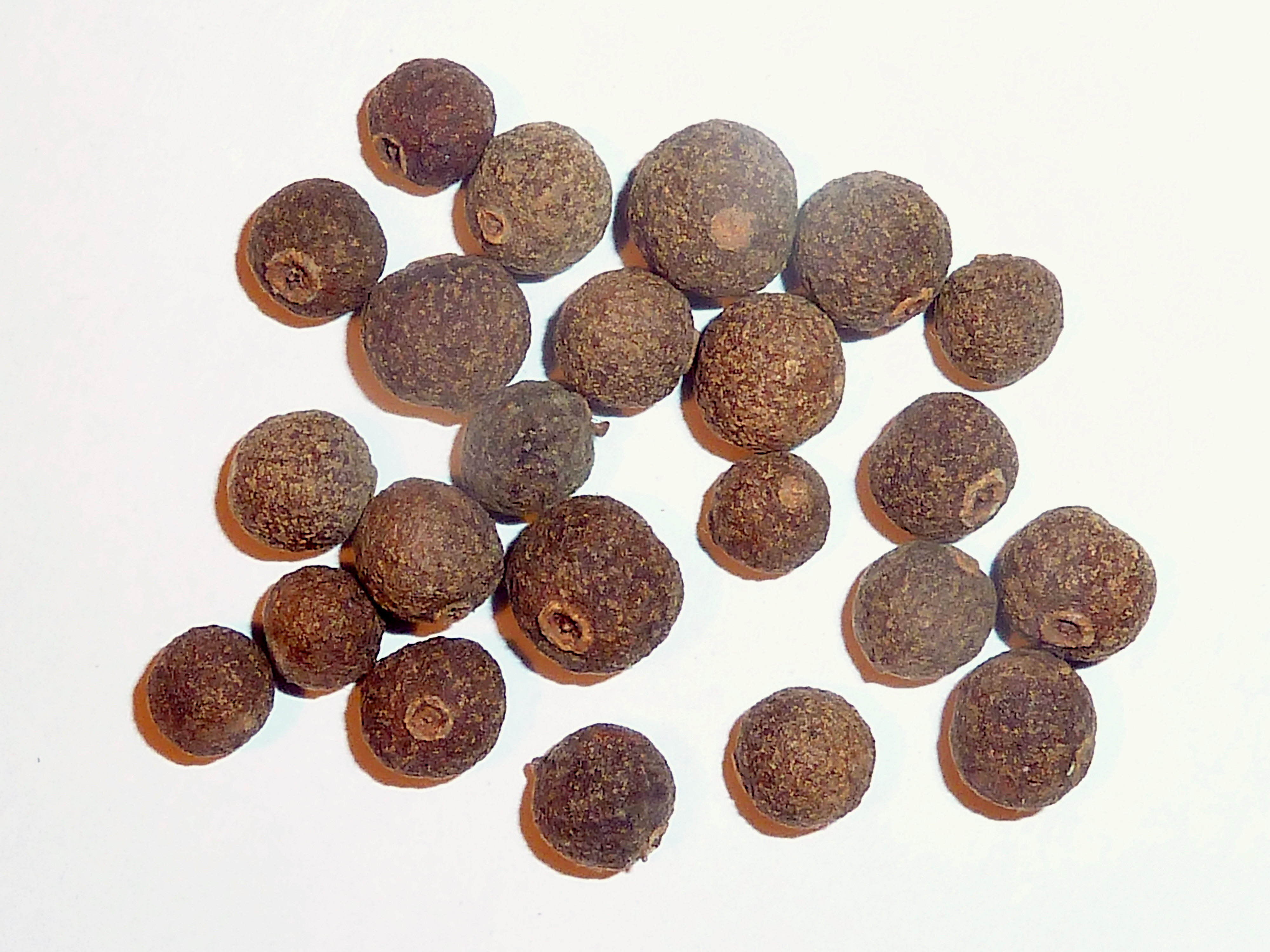
Bagas secas.

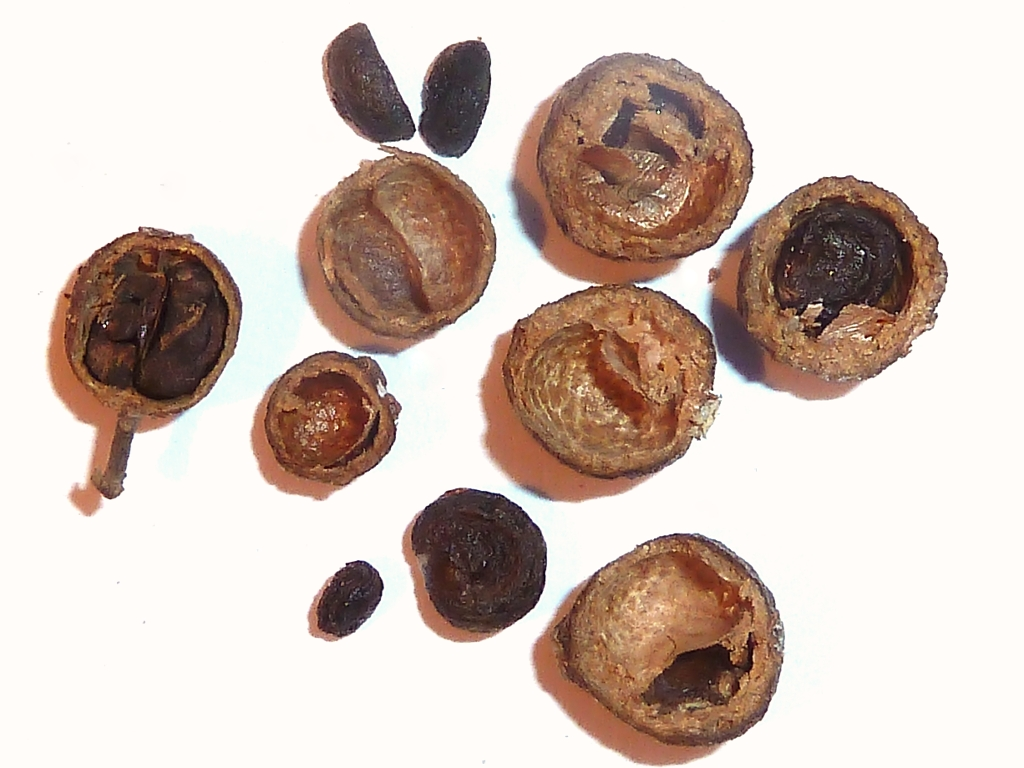
Grãos secos (bagas) cortados transversalmente do ápice ao pedúnculo, com sementes in situ e sementes soltas.

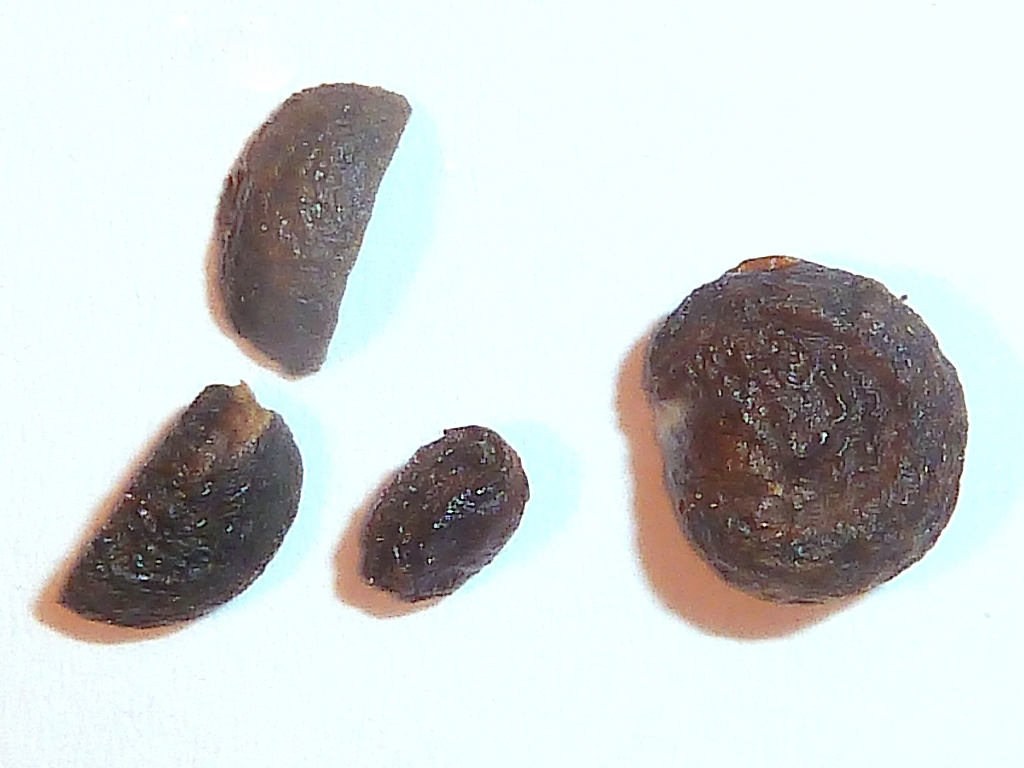
Sementes soltas.

Pimenta racemosa é uma espécie arbórea de plantas com flor da família Myrtaceae, oriunda das Antilhas e Guiana, de cujas folhas são obtidos as bagas e os óleos essenciais, fortemente aromáticos, comercializados comercializados sob o nome de pimenta-racemosa, pimenta-coroada ou bay-rum.

## Descrição
A espécie Pimenta racemosa é uma árvore de 4–12 m de altura, de tronco recto e copa frondosa.  São árvores de crescimento lento, raízes profundas e vida bastante longa.
As folhas apresentam pecíolos de 3–10 mm de largura e limbo inteiro, obovado, oblanceolado ou elíptico de (1,5)4-10(12,5) cm de comprimento e 2,5–6 cm de largura, coreáceo, basalmente agudo, finamente reticulado e marmoreado, de coloração verde bastante escura, brilhante na face superior, sem brilho e pálido na face inferior. As folhas apresentam-se finamente pontuadas de glândulas das quais emana o odor aromático característico da espécie.
As flores ocorrem em inflorescências do tipo cime, pedunculadas, com flores de cerca de 10 mm de diâmetro, com cálice de 5 sépalas basalmente soldadas e igual número de pétalas brancas, de ovário ínfero, com um único estilo e numerosos estames.
O fruto é uma baga, em sentido alargado, pois estritamente é uma pseudobaga pois deriva de um ovário ínfero— globular de 7–12 mm de diâmetro, de superfície finamente granulada, de coloração castanho-escuro a acinzentada na maturidade, com restos do estilo e do cálice no ápice (em forma de coroa, daí um dos nomes pelo qual as bagas são conhecidas: pimenta-coroada). Encerra 1-2 sementes, de cutícula enrugada e forma ovóide-reniforme.
A espécie tem distribuição natural nas Antilhas e na Guiana. É cultivada em diversas regiões dos trópicos, em particular na Oceânia, onde, em algumas ilhas apresenta comportamento invasivo (Tonga, Fiji, ilhas Cook).
A espécie é cultivada e comercializada para diversos usos, nomeadamente como especiaria, em perfumaria e como planta medicinal.
Para fins alimentares, é uma apreciada especiaria, já que de todas as partes do arbusto é exalado um odor aromático e estimulante, particularmente forte nas bagas e folhas. Apesar das semelhanças, não deve confundir-se com a Pimenta dioica, a conhecida pimenta-da-jamaica, já que as sementes de P. dioica são tóxicas e as de P. dioica são utilizadas como especiaria.
Diversos extractos da planta são utilizados como remédio tradicional para uso externo. As folhas são consideradas estimulantes e, uma vez destiladas com rum (daí o nome de bay-rum) produzem uma loção tónica e refrescante de variados usos em perfumaria, uma água de colónia de acentuada fragrância conhecida por bay rum. Apesar de bay-rum ser essencialmente rum, a alta concentração de óleos essenciais nele presente torna-o tóxico e impróprio para beber. Este produto foi muito utilizado em perfumaria na primeira metade do século XX, mas presentemente de uso muito menos frequente. Apesar disso, ainda se fabrica em algumas ilhas da Caraíbas, sendo usada em massagens e fricções contra o cansaço, as dores de cabeça, os golpes e os hematomas e para refrescar o corpo.

## Variedades e seus sinónimos
A espécie tem como sinonímia:
- Caryophyllus racemosus Mill., Gard. Dict., ed. 8: 5, 1768.

A espécie inclui as seguintes variedades aceites e sinónimos taxonómicos:
- Pimenta racemosa  var. grisea (Kiaersk.) Fosberg, Amer. Midl. Naturalist, 27: 762, 1942 (da República Dominicana às ilhas Virgens.
  - Pimenta acris var. grisea Kiaersk., Bot. Tidsskr., 17: 289, 1890
  - Amomis caryophyllata var. grisea (Kiaersk.) Kiaersk., Bot. Jahrb. Syst., 19: 575, 1894
  - Amomis grisea (Kiaersk.) Britton, Sci. Surv. Porto Rico & Virgin Islands, 6: 28,1925
- Pimenta racemosa var. hispaniolensis (Urb.) Landrum, Brittonia, 36: 242, 1984 (Hispaniola).
  - Amomis hispaniolensis Urb., Ark. Bot., 20A(5): 21,1926
  - Pimenta hispaniolensis (Urb.) Burret, Notizbl. Bot. Gart. Berlin-Dahlem, 15: 511, 1941
  - Amomis pauciflora Urb., Ark. Bot., 21A(5): 21, 1927
  - Pimenta pauciflora (Urb.) Burret, Notizbl. Bot. Gart. Berlin-Dahlem, 15: 511,1941
  - Pimenta crenulata Alain, Moscosoa, 1: 29, 1976
- Pimenta racemosa var. ozua (Urb. & Ekman) Landrum, Brittonia, 36: 242, 1984 (centro e norte da Hispaniola).
  - Amomis ozua Urb. & Ekman, Ark. Bot., 22A(10): 22, 1929
  - Pimenta ozua (Urb. & Ekman) Burret, Notizbl. Bot. Gart. Berlin-Dahlem, 15: 511, 1941
  - Amomis anisomera Urb. & Ekman, Ark. Bot., 22A(10): 23 (1929).
  - Pimenta anisomera (Urb. & Ekman) Burret, Notizbl. Bot. Gart. Berlin-Dahlem, 15: 511,1941
- Pimenta racemosa var. racemosa (região do Caribe até ao norte da Venezuela).
  - Myrtus caryophyllata Jacq., Observ. Bot. 2: 1, 1767, nom. illeg.
  - Myrtus acris Sw., Prodr., 79, 1788
  - Myrtus citrifolia Poir. in J.B.A.P.M.de Lamarck, Encycl., 4: 410, 1798
  - Myrcia acris (Sw.) DC., Prodr., 3: 243, 1828
  - Myrcia pimentoides DC., Prodr., 3: 243, 1828
  - Eugenia tabasco (Willd. ex Schltdl. & Cham.) G.Don, Gen. Hist., 2: 866, 1832
  - Myrtus pimentoides (DC.) T.Nees in M.F.Weihe & al., Pl. Offic., Suppl., t. 89, 1833
  - Pimenta acris (Sw.) Kostel., Allg. Med.-Pharm. Fl., 4: 1526, 1835
  - Pimenta citrifolia (Poir.) Kostel., Allg. Med.-Pharm. Fl., 4: 1525, 1835
  - Pimentus cotinifolia Raf., Sylva Tellur., 105, 1838
  - Amomis oblongata var. occidentalis O.Berg, Handb. Pharm. Bot., 340, 1855
  - Amomis acris (Sw.) O.Berg, Linnaea, 27: 417, 1856
  - Amomis acris var. grandifolia O.Berg, Linnaea, 27: 418, 1856
  - Amomis acris var. obtusata O.Berg, Linnaea, 27: 418 (1856).
  - Amomis acris var. parvifolia O.Berg, Linnaea, 27: 418, 1856
  - Amomis oblongata O.Berg, Linnaea, 27: 421, 1856
  - Amomis pimento O.Berg, Linnaea, 27: 418, 1856
  - Amomis pimento var. jamaicensis O.Berg, Linnaea 27: 419, 1856
  - Amomis pimento var. surinamensis O.Berg, Linnaea 27: 419, 1856
  - Amomis pimentoides O.Berg, Linnaea, 27: 420, 1856
  - Pimenta acris var. pimentoides (DC.) Griseb., Fl. Brit. W. I., 241, 1860
  - Pimenta pimento Griseb., Fl. Brit. W. I., 241, 1860
  - Pimenta acuminata Bello, Anales Soc. Esp. Hist. Nat., 10: 270, 1881
  - Amomis caryophyllata Krug & Urb., Bot. Jahrb. Syst., 19: 573, 1894
  - Pimenta tabasco (Willd. ex Schltdl. & Cham.) Lundell, Wrightia, 2: 58, 1960
- Pimenta racemosa var. terebinthina (Burret) Landrum, Brittonia, 36: 243, 1984 (norte da República Dominicana).
  - Pimenta terebinthina Burret, Notizbl. Bot. Gart. Berlin-Dahlem, 15: 511, 1941.